# Dziewica (obraz Gustava Klimta)
Dziewica (niem. Die Jungfrau) – obraz Gustava Klimta namalowany w 1913, przedstawiający grupę symbolicznie splecionych ze sobą kobiet. Obecnie eksponowany w zbiorach Galerii Narodowej w Pradze.

## Opis obrazu
Obraz malowany w latach 1912–1913 jest jedną z ostatnich prac austriackiego artysty. Przedstawia grupę kilku kobiet splecionych ze sobą w zupełnie nierealistyczny sposób. Ich ciała znajdują się wśród dywanu kwiatów i wstęg, niczym na pływającej wyspie. W centralnym miejscu usytuowana została główna postać obrazu, tytułowa dziewica. Przybiera ona śpiącą pozę z głową zgiętą w sposób niemal nieprawdopodobny. Artysta malując jej twarz wzorował się na wizerunku swojej partnerki życiowej, Emilie Flöge. Twarze pozostałych kobiet mają wciąż zamknięte oczy lub wydają się przedstawione tuż po przebudzeniu. Ich twarze i pozy mają symbolizować różne etapy przebudzenia zmysłów.
Obszar w tle wokół postaci pogrążony jest w ciemności, kontrastując z jasną barwą skóry kobiet, koncentrujących na sobie główną uwagę. Cały obraz jest plastyczny i dynamiczny w odbiorze. Dominują orientalne, okrągłe i opływowe kształty, które symbolizować mają kobiecość i kobiecą seksualność. Obraz wpisuje się w charakterystyczny styl Gustava Klimta, nasycony elementami zmysłowości, erotyzmu i symbolizmu.